# Grottaglie
Grottaglie é uma comuna italiana da região da Puglia, província de Taranto, com cerca de 31.208 habitantes. Estende-se por uma área de 101 km², tendo uma densidade populacional de 309 hab/km². Faz fronteira com Carosino, Crispiano, Fragagnano, Francavilla Fontana (BR), Martina Franca, Monteiasi, Montemesola, San Marzano di San Giuseppe, Taranto, Villa Castelli (BR).

## Demografia
| Variação demográfica do município entre 1861 e 2011                               |
|                                                                                   |
| Fonte: Istituto Nazionale di Statistica (ISTAT) - Elaboração gráfica da Wikipedia |